# Fantasia
Fantasia ist der dritte abendfüllende Zeichentrickfilm der Walt Disney Studios, aus dem Jahr 1940.
Der gesamte Film wird von klassischer Musik begleitet, gespielt vom Philadelphia Orchestra, das von Leopold Stokowski dirigiert wird. Aufbauend auf dem Prinzip der Silly Symphonies (Cartoons ohne Sprechteil, lediglich mit klassischer Musik unterlegt) kreierte man mit Fantasia einen Klassiker der Filmgeschichte, der auch als eine frühe Form des Musikvideos angesehen werden kann und als erster Spielfilm ein Mehrkanal-Tonsystem verwendete. Zwischen den einzelnen Cartoon-Segmenten sind Stokowski und das Orchester zu sehen; der Musikkritiker Deems Taylor spricht die verbindenden Kommentare. Eine lange geplante Fortsetzung wurde 1999 mit Fantasia 2000 verwirklicht.

## Inhalt
Grundidee des Films ist es, ein klassisches Konzert zu zeigen, bei dem die Zuschauer während der Präsentation der Musikstücke die bildlichen Vorstellungen der Disney-Zeichentrickkünstler zur Musik zu sehen bekommen, welche sich teils erheblich von den ursprünglichen Themen der Stücke unterscheiden. Zwischen den einzelnen Stücken sieht man das Orchester, den Dirigenten Leopold Stokowski sowie den Moderator Deems Taylor, der allerdings in einigen späteren Versionen des Films durch einen Sprecher aus dem Off ersetzt wurde. Es gibt auch in der Mitte des Films eine gekürzte Pause sowie Improvisationsszenen mit dem Orchester, um der Konzertatmosphäre möglichst nahezukommen. Die verwendeten Stücke sind:
- Johann Sebastian Bach: Toccata und Fuge in d-moll, BWV 565. Dieses Orgelstück wird in einer von Stokowski für das Orchester bearbeiteten Version gespielt. Man sieht zunächst die Silhouetten der Musiker des Philadelphia Orchestra, die bunt beleuchtet überwiegend als Schattenbilder vor einer Wand musizieren. Mit zunehmendem Verlauf des Stücks weichen diese Bilder abstrakten Figuren und Mustern.
- Pjotr Iljitsch Tschaikowski: Stücke aus der Nussknacker-Suite, Op. 71a. Nicht die gesamte Suite aus dem gleichnamigen Ballett wurde verwendet; es fehlen die Ouvertüre und der Marsch der Zinnsoldaten. Die Reihenfolge der verbleibenden Stücke entspricht nicht der ursprünglichen Anordnung. Bei einigen Stücken wurden Kürzungen vorgenommen. Im Film wird der Wechsel der Jahreszeiten vom Sommer bis zum Winter dargestellt: Tiere, Pflanzen, Pilze und Feen tanzen zur Musik.
- Paul Dukas: Der Zauberlehrling. Eine sinfonische Dichtung nach dem gleichnamigen Gedicht von Johann Wolfgang von Goethe. Dieses Stück wurde nur wenig gekürzt. Im Film übernimmt Micky Maus die Titelrolle des Zauberlehrlings, welcher mittels der Magie seines Meisters einen Besen zum Leben erweckt, diesen jedoch bald nicht mehr unter Kontrolle hat. Im Anschluss an dieses Segment gratuliert Micky Stokowski zur gelungenen Vorstellung.
- Igor Strawinski: Le Sacre du Printemps. Die Ballettmusik wurde um mehr als zehn Minuten gekürzt und umgestellt. Der Film zeigt Bilder aus der Frühgeschichte der Erde; von der Entstehung der Erdteile über die ersten Einzeller bis zur Herrschaft und dem Untergang der Dinosaurier.
- Nach der Pause stellt Deems Taylor in einem kurzen Zwischenspiel „den eigentlichen Star“ des Films vor: den Ton, dargestellt durch eine vibrierende Linie. Der Ton ist offensichtlich nicht an das Rampenlicht gewöhnt, aber als einige Instrumente Klangbeispiele geben, bemüht er sich, diese bildhaft darzustellen.
- Ludwig van Beethoven: 6. Sinfonie in F-Dur, Op. 68 „Pastorale“. Von diesem Werk wurde mehr als die Hälfte gestrichen. Der Film spielt in der mythologischen Welt des antiken Griechenland und schildert, wie mit dem Sonnenaufgang die Vorbereitungen zu einem Fest zu Ehren des Bacchus, des Gottes des Weins, beginnen, das kurz vor Sonnenuntergang von Zeus unterbrochen wird. Die Hauptakteure sind Zentaurinnen und Zentauren, eine Pegasusfamilie, Faune und die Götter des Olymp.
- Amilcare Ponchielli: Der Tanz der Stunden. Das allegorische Ballett aus der Oper La Gioconda blieb als einziges Musikstück unverändert. Strauße, Nilpferde, Elefanten und Alligatoren tanzen eine dramatische Geschichte über eine geraubte Prinzessin und wilde Piraten, wobei verschiedene Tiere verschiedene Tageszeiten repräsentieren.
- Modest Mussorgski: Eine Nacht auf dem kahlen Berge. Eine sinfonische Dichtung, die von Leopold Stokowski neu instrumentiert und geringfügig gekürzt wurde. Der Film folgt Chernobog (ein dämonisches Wesen), welcher die Seelen der Toten aus ihren Gräbern heraufbeschwört, um auf dem kahlen Berge einen Hexensabbat zu feiern. Als eine Kirchenglocke den Morgen ankündigt, verschwindet der Spuk. Dieses Musikstück geht übergangslos in das nächste über:
- Franz Schubert: Ave Maria. Im Original ein Kunstlied für Sopran und Klavier; hier wird die Sopranistin Julietta Novis von Chor und Orchester begleitet. Verhüllte Gestalten mit Kerzen in den Händen schreiten durch den Wald, während die Sonne aufgeht.

## Entstehungsgeschichte
In den späten dreißiger Jahren verlor Disneys Micky Maus langsam an Popularität beim Publikum. Die Cartoon-Serie aus den Micky-Maus-Kurzfilmen brachte dem Nebencharakter Donald Duck eine eigene Kurzfilmserie ein, die sich als profitabler und beliebter erwies. Walt Disney war aber nicht bereit, seinen Lieblingscharakter aufzugeben. Ursprünglich sollte der stumme Seppel (aus dem ersten abendfüllenden Zeichentrickfilm der Walt Disney Studios „Schneewittchen und die sieben Zwerge“) als Zauberlehrling auftreten. Disney entschied jedoch, einen „Comeback“-Film für Micky Maus zu produzieren. Dafür entwarf der Zeichner Fred Moore die Figur neu. Micky Maus wurde fülliger, hatte eine menschliche Hautfarbe, Augenbrauen und sichtbare Pupillen. Besonders die Veränderungen im Gesicht vergrößerten die Ausdrucksmöglichkeiten der Figur. Auch die Einzelanimationen der Charaktere und die Spezialeffekte (insbesondere das Wasser und die Sternschnuppen) wurden sehr detailliert ausgeführt.
1938 begannen die Arbeiten am Zauberlehrling, der zu Beginn dem Konzept der Silly Symphonies folgen und als eigenständiger Kurzfilm erscheinen sollte. Kurz darauf traf Disney zufällig den berühmten Dirigenten Leopold Stokowski. Stokowski bot Disney an, die Filmmusik für den Cartoon ohne Bezahlung aufzunehmen und schaffte es tatsächlich, einhundert professionelle Musiker für dieses Projekt zu begeistern.
Dies alles kostete das Studio insgesamt 125.000 US-Dollar, eine Summe, von der Walt Disney und sein Unternehmenspartner und Bruder Roy wussten, dass sie sie nicht wieder einspielen konnten. Das durchschnittliche Budget für einen animierten Kurzfilm betrug zu dieser Zeit 30.000 US-Dollar. Disney erzielte pro Cartoon einen Gewinn von höchstens 10.000 Dollar. Der erfolgreichste gezeichnete Kurzfilm der Walt Disney Studios ist bis heute Die drei kleinen Schweinchen aus dem Jahr 1933 mit einem Einspielergebnis von 60.000 Dollar. Stokowski gab Disney den Rat, den Zauberlehrling in einen abendfüllenden Film zu integrieren, in dem jener nur eine musikalisch unterlegte Zeichentrick-Szene von vielen wäre. Der Musikkritiker Deems Taylor wurde engagiert, um vor jeden Filmabschnitt eine kurze, von ihm selbst verfasste Einleitung zu sprechen. Stokowski schlug den Titel „Fantasia“ (etwa: „ein Gemisch aus bekannten Themen mit Variationen und Zwischenspielen“) vor. Der Arbeitstitel zu diesem Film lautete bis zu diesem Moment The Concert Feature, also auf Deutsch etwa „Der Konzertfilm“. Als die Arbeiten am Zauberlehrling Anfang 1939 kurz vor dem Abschluss standen, begann die Produktion der übrigen Kurzfilme.
Als Inspiration für die abstrakten Figuren des Abschnitts zu Bachs Toccata und Fuge in D-Moll dienten Kunstwerke des deutschen Filmzeichners Oskar Fischinger, der eine Zeit lang persönlich an diesem Abschnitt arbeitete. Somit ist Fantasia der erste Film von Disney, bei dem abstrakte Zeichnungen verwendet wurden.
Während der Produktion des Abschnitts zu Strawinskis Le Sacre du Printemps wurde darauf geachtet, die prähistorischen Tiere relativ realistisch darzustellen. Allerdings hat der Tyrannosaurus im Film drei Finger, obwohl damals schon bekannt war, dass zwei Finger korrekt gewesen wären. Es wird berichtet, Walt Disney habe sich für die wissenschaftlich inkorrekte Darstellungsweise entschieden, weil er dies für besser befunden habe. So soll er „I really think it looks better with three“ gesagt haben.
Der letzte Abschnitt zu Schuberts Ave Maria stellte die Zeichner vor ungeahnte Schwierigkeiten, da sich die Figuren sehr langsam und fließend bewegen und jede Unregelmäßigkeit sofort auffiel. Die Szene musste dreimal neu aufgenommen werden, bis der gewünschte Effekt erreicht wurde. Erst wenige Stunden vor der Uraufführung wurden die Szenen fertiggestellt.
Ein weiterer geplanter Kurzfilm wurde kurz vor der Fertigstellung aus dem Film entfernt. Dieser hätte zu einer Orchesterfassung von Claude Debussys Klavierstück Clair de Lune aus der Suite bergamasque die Begegnung zweier Silberreiher in einer mondbeschienenen Sumpflandschaft gezeigt. Dieses Segment konnte erst 1996 wiederhergestellt werden und ist im Bonusmaterial der Fantasia-DVD von 2002 zu finden.
Die Kürzungen an den Musikstücken wurden vorgenommen, um alle Stücke in einer Zeit von 124 Minuten unterzubringen; ansonsten hätte der Film eine Laufzeit von mehr als drei Stunden.
Um den Zuschauern ein besseres Konzerterlebnis zu bieten, wurde der Soundtrack (erstmals für einen Spielfilm) im Mehrkanalton aufgenommen. Das eigens hierfür entwickelte System wurde Fantasound genannt. Geplant waren auch die Verwendung des damals neuartigen Breitbildformats, dreidimensionale Bilder in der Toccata und Fuge in D-Moll, BVW 565 und versprühte Duftstoffe in verschiedenen Segmenten. Diese Techniken hätten jedoch den Kostenrahmen des ohnehin teuren Films völlig gesprengt und die Vermarktung erschwert.

Die Herstellung des gesamten Films kostete insgesamt etwa 2,28 Millionen Dollar und spielte bis heute ungefähr 76 Millionen Dollar wieder ein.

## Veröffentlichungsgeschichte
Walt Disney wollte, dass Fantasia für die Zuschauer mehr als nur ein Kinofilm würde: ein Ereignis, für das man sich „in Schale schmiss“ und vorher Plätze reservierte. Besondere Programmhefte für den Film wurden erstellt, in denen Produktionsskizzen, Fotos, Widmungen und eine kurze Zusammenfassung zu jedem Kurzfilm abgedruckt waren. Um das Erlebnis perfekt zu machen und den neuartigen Raumklang nutzen zu können, wurden in jedem Kino mindestens dreißig zusätzliche Lautsprecher um den Sitzbereich herum aufgestellt. Disney sah den Film mehr als ein Konzert denn als einen klassischen Trickfilm. Daher hat Fantasia ursprünglich weder Vor- noch Nachspann, obwohl dies zu damaliger Zeit mehr als ungewöhnlich war.
Das Werk lief im Jahr 1940 in einigen US-amerikanischen Kinos an, seine Premiere feierte es am 13. November 1940 in New York City im Broadway-Theater. Fantasia war zunächst ein finanzieller Misserfolg, der Walt Disney beinahe in den Ruin trieb. Auch stieß bereits bei der Uraufführung die übersexualisierte Darstellung der Zentaurinnen im Kurzfilm zur Pastorale auf Kritik. Am 29. Januar 1941 erhielten RKO Pictures die Vertriebsrechte am Film und mischten den Soundtrack des Films neu zu einem monofonen Soundtrack ab, um den Film leichter vertreiben zu können. Ende 1941 hatten RKO Pictures es geschafft, den 125-minütigen Film auf 81 Minuten herunterzukürzen, indem sie Toccata und Fuge d-Moll BWV 565 herausnahmen und Deems Taylors Einleitungen stark verkürzten. Am 6. Januar 1942 wurde diese Version des Films im ganzen Land veröffentlicht. Zum ersten Mal spielten Kinos in allen Staaten Nordamerikas den Film, doch er traf den Geschmack des Publikums nicht und wurde von den meisten Lichtspielhäusern als B-Movie eingesetzt. 1946 wurde der 1941 herausgeschnittene Abschnitt wieder eingefügt, Deems Taylors Einleitungen jedoch wurden weiter in der Kurzfassung gespielt. Diese Version von Fantasia wird General Release Version („Allgemeine Veröffentlichungsversion“) genannt, in Unterscheidung zur Original Roadshow Version. Später wurde ein stereofoner Soundtrack abgemischt und der Film auf Breitbildformat umgeschnitten.
Fantasia konnte über zwanzig Jahre lang trotz mehrerer Wiederaufführungen keinen Gewinn erzielen. Jedoch wurde der Film 1969 bei Jugendlichen sehr beliebt, die den Film unter dem Einfluss von Drogen wie LSD oder Haschisch auf eine neue Weise genießen wollten. Disney sah darin die Chance, Fantasia umsatzstärker verkaufen zu können und bewarb ihn auf psychedelisch wirkenden Plakaten als „Trip-Film“, was maßgeblich zum Erfolg dieser Wiederaufführung beitrug. Zu jener Zeit musste sich der Film aber auch der Kritik stellen, Figuren rassistisch darzustellen. Einige dunkelhäutige Figuren im Kurzfilm zur Pastorale wurden stereotypisch afrikanisch dargestellt, während sie die Rollen von Sklavinnen ausüben, die den weißen Figuren dienen. Aufgrund der Vorwürfe wurde auch rassistisch inszenierte Esel-Zentaurin aus dem Kurzfilm zur Pastorale entfernt. In erster Linie geschah dies über Ausschnittsvergrößerungen, Szenenwiederholungen und in einer Szene eine aufwändige Retouche. Zentaurinnen, die, auf stereotype Art und Weise, afrikanische Sklavinnen darstellen sollen, blieben jedoch erhalten. Auf der eigenen Onlinevideothek Disney+ versieht Disney den Zeichentrickfilm am Anfang mit der Anmerkung, "[...] Dieses Programm enthält negative Darstellungen und/oder eine nicht korrekte Behandlung von Menschen oder Kulturen. Diese Stereotype waren damals falsch und sind es noch heute. [...]". Dabei rechtfertigt Disney das Nichtentfernen der sexistischen und rassistischen Szenen damit, dass die "schädlichen Auswirkungen" aufgezeigt werden sollen, um aus ihnen zu lernen.
Als der Film 1982 erneut in die US-amerikanischen Kinos kommen sollte, wurde der gesamte Soundtrack des Films digital in Stereo mit einem Studioorchester neu aufgenommen, dirigiert von Irwin Kostal. Deems Taylors Moderationen zwischen den Stücken wurden durch kurze Kommentare von einem Sprecher aus dem Off, gesprochen von Hugh Douglas, ersetzt. Diese Version wurde 1985 erneut in etwa 400 Kinos in den USA gezeigt. Diesmal stammen die Kommentare aus dem Off von Tim Matheson.
Zum 50. Jahrestag des Films im Jahre 1990 ließen Walt Disney Pictures Originalbild und -musik restaurieren und sämtliche Schnitte der General Release Version (bis auf die Sequenz mit der Esels-Zentaurin) wiederherstellen. Zusätzlich wurde ein (völlig neuer) Nachspann angefügt. Diese Überarbeitung des Films erschien ein Jahr später erstmals auf VHS. Zehn Jahre später fügte man alle Szenen mit Deems Taylor wieder in den Film ein, sodass der Film wieder seine ursprüngliche Länge von 124 Minuten erreichte. Da einige Originaltonaufnahmen unauffindbar waren, wurden Deems Taylors Moderationen von Corey Burton nachsynchronisiert. Diese Fassung erschien erneut 2010 in verbesserter Bild- und Tonqualität auf Blu-ray und DVD.

### Deutsche Veröffentlichungsgeschichte
Fantasia lief erstmals 1952 in deutschen Kinos. 1991 erschien in Deutschland eine VHS mit der wiederhergestellten General Release Version. Diese ist auch auf der DVD von 2002 enthalten. Erst die Fassung von 2010 enthält die weitgehend wiederhergestellte Original Roadshow Version.
Am 20. Juni 2014 sendete der deutsche Disney Channel erstmals den Film in einer 119 Minuten langen Version im frei empfangbaren Fernsehen.

## Synchronisation
Fantasia wurde, zum ersten Mal, 1952 für das Kino synchronisiert. Da sich spätere Wiederveröffentlichungen an den jeweils aktuellen amerikanischen Fassungen orientierten, die die Zwischenszenen jeweils in unterschiedlicher Länge enthielten, war mehrmals eine Neusynchronisation notwendig. Insgesamt existieren vier deutsche Synchronfassungen, die letzte davon entstand erst 2010.
| Rolle              | Schauspieler                                                                                      | 1. Synchro (1952) | 2. Synchro (1971) | 3. Synchro (1983) | 4. Synchro (2010)    |
| ------------------ | ------------------------------------------------------------------------------------------------- | ----------------- | ----------------- | ----------------- | -------------------- |
| Moderator/Erzähler | Deems Taylor (nachsynchronisiert von Corey Burton (2000)) Hugh Douglas (1982) Tim Matheson (1985) |                   | Joachim Cadenbach | Joachim Nottke    | Reinhard Kuhnert     |
| er selbst          | Leopold Stokowski                                                                                 |                   | Helmut Heyne      | Toni Herbert      | Lutz Riedel          |
| Micky Maus         | Walt Disney                                                                                       |                   | Harry Wüstenhagen | Dr. Michael Nowka | Mario von Jascheroff |

## Fortsetzungen
Während seiner Entstehung war geplant, Fantasia regelmäßig in bearbeiteter Form wiederzuveröffentlichen. Dabei sollten einige Kurzfilme durch neue Szenen mit anderer Musik ersetzt werden, in Anlehnung an eine Konzerttour. So sollte Fantasia als ständiges Work in progress erhalten bleiben. Der finanzielle Misserfolg des Films sowie die Vermarktungs- und Produktionsbeschränkungen durch den Zweiten Weltkrieg verhinderten dies jedoch.

In den frühen 1940er Jahren waren zahlreiche Konzepte für neue Fantasia-Kurzfilme in Arbeit. Einige davon, wie das zu Nikolai Rimski-Korsakows Hummelflug und der bereits fertigstellte Clair de Lune Kurzfilm wurden 1946 und 1948 für die Filme Make Mine Music und Musik, Tanz und Rhythmus verwendet. Diese entstanden in Anlehnung an Fantasia, allerdings ohne die moderierten Zwischenszenen und hauptsächlich mit zeitgenössischer amerikanischer Popmusik unterlegt. Sie wurden zudem wesentlich günstiger als Fantasia produziert, was die Qualität der Zeichnungen deutlich macht.

Auch der 1958 entstandene nicht-animierte Kurzfilm Grand Canyon lehnt sich an das Fantasia-Konzept an, indem er zur Grand Canyon Suite von Ferde Grofé synchronisierte Naturszenen zeigt.
Danach wurde erst Ende der 1970er Jahre der Gedanke einer Fortsetzung zu Fantasia wieder aufgegriffen. Man entschied sich für einen Film namens Musicana, der statt rein klassischer Musik Stücke aus verschiedensten Ländern verwenden sollte. Inhaltlich sollten beispielsweise die jeweils passenden lokalen Mythologien verarbeitet werden. Auf Grund der schwierigen Verhältnisse im Disney-Studio zu Beginn der 1980er Jahre ging der Film jedoch nicht über die Konzeptphase hinaus.
Weiterhin war zwischenzeitlich ein Fantasia ähnlicher Film mit orchestralen Versionen von Songs der Beatles angedacht.
Schließlich realisierte Roy E. Disney in den 1990er Jahren erfolgreich ein Fortsetzungskonzept, Fantasia 2000. Dessen geplante Weiterführung unter dem Arbeitstitel Fantasia 2006 war zu Beginn der 2000er Jahre in Arbeit und sollte ähnlich wie Musicana Musik aus verschiedenen Ländern verwenden. Letztendlich erschienen jedoch nur vier einzelne Kurzfilme.
Laut Disney-Produzent Don Hahn ist momentan keine weitere Fantasia-Fortsetzung in Arbeit, auch wenn der Geist des Projekts beispielsweise in den aktuellen Pixar-Kurzfilmen weiterlebe.

## Auszeichnungen
- Special Award für Walt Disney bei den New York Film Critics Circle Awards 1940
- Ehrenoscars für einen herausragenden Beitrag zur Nutzung des Tones im Film für Walt Disney, William E. Garity und J.N.A. Hawkins bei der Oscarverleihung 1942
- Ehrenoscars für die einzigartige Visualisierung von Musik, die der Betrachtungsweise des Films als Unterhaltung und als Kunstform diente, für Leopold Stokowski und seine Mitarbeiter bei der Oscarverleihung 1942
- Video Premiere Award für das beste DVD-Zusatzmaterial für Jeff Kurtti und Michael Pellerin bei den DVD Exclusive Awards 2001
- Die Filmbewertungsstelle Wiesbaden verlieh der Produktion das Prädikat wertvoll.
- Aufnahme in das National Film Registry 1990

## Kritiken
- „Entstanden ist ein technisch perfekter, einfallsreicher und höchst unterhaltsamer Trickfilm, der zugleich ein radikaler Experimentalfilm ist. Semi-abstrakte Farbspiele illustrieren Bachs „Toccata und Fuge“ (Orchestrierung und Dirigat: Leopold Stokowski) unter Mitwirkung des deutschen Filmpioniers Oskar Fischinger; Pilze tanzen zu Tschaikowskis „Nußknacker Suite“; Micky Maus spielt den „Zauberlehrling“ von Paul Dukas, mitreißend von James Algar inszeniert; Dinosaurier gibt es zu Strawinsky („Sacre du printemps“), griechische Zentauren zu Beethovens „Pastorale“; Ponchiellis „Tanz der Stunden“ wurde zum grandiosen Ballett für Nilpferde; schließlich folgt ein friedvolles Tableau zu Schuberts „Ave Maria“.“ – „Lexikon des internationalen Films“ (CD-ROM-Ausgabe), Systhema, München 1997

- „Originelle Illustration klassischer und moderner Musikstücke mit genialem Einfallsreichtum an Formen und Farben.“ – 6000  Filme. Kritische Notizen aus den Kinojahren 1945 bis 1958. Handbuch V der katholischen Filmkritik, 3. Auflage, Verlag Haus Altenberg, Düsseldorf 1963, S. 110

Der Schriftsteller Stephen King setzte den Film Fantasia zusammen mit weiteren Disney-Filmen in einen Kontext mit frühen Horrorfilmen und ihrer Wirkung auf Kinder. Er bezeichnete sie für die Fantasie der Kinder als potenzielle „Minenfelder des Schreckens“. Für Fantasia bringt er als Beispiel die „völlig außer Kontrolle geratenen, marschierenden Besen“ und die „angedeutete Vater-Sohn-Beziehung zwischen Micky Maus und dem alten Zauberer“ als Beispiele, bei denen sich Kinder eine Bestrafung für das „schreckliche Durcheinander“ ausmalen könnten.

## Medien

### DVD- und Blu-ray-Disc-Veröffentlichungen
- Fantasia. Special Collection. Walt Disney Home Video 2002
- The Fantasia Collection (3-DVD-Set). Walt Disney Home Video 2000 (umfangreiches Zusatzmaterial, jedoch nur englischer Ton)
- Fantasia. Special Edition: Blu-ray + DVD. Walt Disney 2010

### Soundtrack
- Walt Disney's Fantasia. The Original Motion Picture Soundtrack. 2-CD-Set. Pickwick, Walt Disney, Buena Vista 1990, CD020 & 021 / DSTCD 452 -digital restaurierte Originalaufnahme mit dem Philadelphia Orchestra unter der Leitung von Leopold Stokowski
- Walt Disney's Fantasia. 2-CD-Set. Disneyland, Buena Vista Records, Burbank 1982, CD-001 / DIDX 723 & DIDX 724 – digitale Neuaufnahme unter der Leitung von Irwin Kostal